# ATP Challenger Tour 2013
In der folgenden Tabelle werden die Turniere der professionellen Herrentennis-Saison 2013 der ATP Challenger Tour dargestellt. Sie bestand aus 158 regulären Turnieren und den Challenger Tour Finals mit einem Preisgeld zwischen 35.000 und 220.000 US-Dollar. Es war die 37. Ausgabe des Challenger-Turnierzyklus und die fünfte unter dem Namen ATP Challenger Tour.

## Turnierplan

### Januar
| Datum1 | Ort         | Turnier                              | Preisgeld2   | Belag3        | Sieger Einzel     | Sieger Doppel                    |
| ------ | ----------- | ------------------------------------ | ------------ | ------------- | ----------------- | -------------------------------- |
| 31.12. | São Paulo   | Aberto de São Paulo                  | $ 125.000 +H | Hartplatz     | Horacio Zeballos  | Jamie Cerretani Adil Shamasdin   |
| 31.12. | Nouméa      | Internationaux de Nouvelle-Calédonie | $ 075.000 +H | Hartplatz     | Adrian Mannarino  | Sam Groth Toshihide Matsui       |
| 21.01. | Heilbronn   | Heilbronn Open                       | € 085.000 +H | Hartplatz (i) | Michael Berrer    | Johan Brunström Raven Klaasen    |
| 21.01. | Maui        | Maui Challenger                      | $ 050.000    | Hartplatz     | Gō Soeda          | Lee Hsin-han Peng Hsien-yin      |
| 21.01. | Bucaramanga | Seguros Bolívar Open Bucaramanga     | $ 035.000 +H | Sand          | Federico Delbonis | Marcelo Demoliner Franko Škugor  |
| 28.01. | Burnie      | McDonald’s Burnie International      | $ 050.000    | Hartplatz     | John Millman      | Ruan Roelofse John-Patrick Smith |

### Februar
| Datum1 | Ort                 | Turnier                                         | Preisgeld2   | Belag3        | Sieger Einzel      | Sieger Doppel                         |
| ------ | ------------------- | ----------------------------------------------- | ------------ | ------------- | ------------------ | ------------------------------------- |
| 04.02. | Dallas              | Challenger of Dallas                            | $ 100.000    | Hartplatz     | Rhyne Williams     | Alex Kuznetsov Mischa Zverev          |
| 04.02. | Bergamo             | Trofeo Faip–Perrel                              | € 042.500 +H | Hartplatz (i) | Michał Przysiężny  | Karol Beck Andrej Martin              |
| 04.02. | Adelaide            | Charles Sturt Adelaide International            | $ 050.000    | Hartplatz     | Matthew Barton     | Sam Groth Matt Reid                   |
| 11.02. | Quimper             | Open BNP Paribas Banque de Bretagne             | € 042.500 +H | Hartplatz (i) | Marius Copil       | Johan Brunström Raven Klaasen         |
| 25.02. | Cherbourg-Octeville | Challenger La Manche                            | € 042.500 +H | Hartplatz (i) | Jesse Huta Galung  | Sanchai Ratiwatana Sonchat Ratiwatana |
| 25.02. | Sydney              | Nature’s Way Sydney Tennis International        | $ 050.000    | Hartplatz     | Nick Kyrgios       | Brydan Klein Dane Propoggia           |
| 25.02. | Salinas             | Challenger ATP de Salinas Trofeo Diario Expreso | $ 035.000 +H | Sand          | Alejandro González | Sergio Galdós Marco Trungelliti       |

### März
| Datum1 | Ort               | Turnier                                 | Preisgeld2   | Belag3        | Sieger Einzel    | Sieger Doppel                      |
| ------ | ----------------- | --------------------------------------- | ------------ | ------------- | ---------------- | ---------------------------------- |
| 04.03. | Kyōto             | Shimadzu All Japan Tennis Championships | $ 035.000 +H | Teppich (i)   | John Millman     | Purav Raja Divij Sharan            |
| 04.03. | Santiago de Chile | Copa Cachantún                          | $ 035.000 +H | Sand          | Facundo Bagnis   | Marcelo Demoliner João Souza       |
| 11.03. | Dallas            | Dallas Tennis Classic                   | $ 125.000 +H | Hartplatz     | Jürgen Melzer    | Jürgen Melzer Philipp Petzschner   |
| 11.03. | Sarajevo          | BH Telecom Indoors                      | € 030.000 +H | Hartplatz (i) | Adrian Mannarino | Mirza Bašić Tomislav Brkić         |
| 18.03. | Rimouski          | Challenger Banque Nationale             | $ 035.000 +H | Hartplatz (i) | Rik De Voest     | Sam Groth John-Patrick Smith       |
| 25.03. | Le Gosier         | Orange Open Guadeloupe                  | $ 100.000 +H | Hartplatz     | Benoît Paire     | Dudi Sela Wang Yeu-tzuoo           |
| 25.03. | Pereira           | Seguros Bolívar Open Pereira            | $ 050.000 +H | Sand          | Santiago Giraldo | Nicolás Barrientos Eduardo Struvay |
| 25.03. | San Luis Potosí   | San Luis Open Challenger                | $ 035.000 +H | Sand          | Alessio di Mauro | Marin Draganja Adrián Menéndez     |

### April
| Datum1 | Ort          | Turnier                                     | Preisgeld2   | Belag3        | Sieger Einzel          | Sieger Doppel                          |
| ------ | ------------ | ------------------------------------------- | ------------ | ------------- | ---------------------- | -------------------------------------- |
| 01.04. | Saint-Brieuc | Open Harmonie Mutuelle                      | € 030.000 +H | Hartplatz (i) | Jesse Huta Galung      | Tomasz Bednarek Andreas Siljeström     |
| 01.04. | León         | Torneo Internacional Challenger             | $ 035.000 +H | Hartplatz     | Donald Young           | Chris Guccione Matt Reid               |
| 08.04. | Guadalajara  | Aeromexico Jalisco Open                     | $ 100.000    | Hartplatz     | Alex Bogomolow         | Marin Draganja Mate Pavić              |
| 08.04. | Barranquilla | Seguros Bolívar Open Barranquilla           | $ 050.000 +H | Sand          | Federico Delbonis      | Facundo Bagnis Federico Delbonis       |
| 08.04. | Mersin       | Mersin Cup                                  | € 042.500    | Sand          | Jiří Veselý            | Andreas Beck Dominik Meffert           |
| 08.04. | Itajaí       | Taroii Open de Tênis                        | $ 035.000 +H | Sand          | Rogério Dutra da Silva | James Duckworth Pierre-Hugues Herbert  |
| 15.04. | Sarasota     | Sarasota Open                               | $ 100.000    | Sand          | Alex Kuznetsov         | Ilija Bozoljac Somdev Devvarman        |
| 15.04. | Mexiko-Stadt | Copa Internacional de Tenis Total Digest    | $ 035.000 +H | Hartplatz     | Andrej Martin          | Carsten Ball Chris Guccione            |
| 15.04. | Panama-Stadt | Visit Panama Cup                            | $ 035.000 +H | Sand          | Rubén Ramírez Hidalgo  | Jorge Aguilar Sergio Galdós            |
| 15.04. | Rom          | Rai Open                                    | € 030.000 +H | Sand          | Julian Reister         | Andreas Beck Martin Fischer            |
| 15.04. | Santos       | Campeonato Internacional de Tênis de Santos | $ 035.000 +H | Sand          | Gastão Elias           | Pavol Červenák Matteo Viola            |
| 22.04. | Savannah     | Savannah Challenger                         | $ 050.000    | Sand          | Ryan Harrison          | Teimuras Gabaschwili Denys Moltschanow |
| 22.04. | São Paulo    | IS Open de Tênis                            | $ 050.000    | Sand          | Paul Capdeville        | Marcelo Demoliner João Souza           |
| 29.04. | Tunis        | Tunis Open                                  | $ 125.000 +H | Sand          | Adrian Ungur           | Dominik Meffert Philipp Oswald         |
| 29.04. | Johannesburg | Soweto Open                                 | $ 100.000 +H | Hartplatz     | Vasek Pospisil         | Prakash Amritraj Rajeev Ram            |
| 29.04. | Ostrava      | Prosperita Open                             | € 085.000 +H | Sand          | Jiří Veselý            | Steve Darcis Olivier Rochus            |
| 29.04. | Anning       | ATP $50,000 Challenger Anning               | $ 050.000 +H | Sand          | Márton Fucsovics       | Wiktor Baluda Dino Marcan              |
| 29.04. | Tallahassee  | Tallahassee Tennis Challenger               | $ 050.000    | Sand          | Denis Kudla            | Austin Krajicek Tennys Sandgren        |
| 29.04. | Neapel       | Tennis Napoli Cup                           | € 030.000 +H | Sand          | Potito Starace         | Stefano Ianni Potito Starace           |

### Mai
| Datum1 | Ort        | Turnier                           | Preisgeld2   | Belag3    | Sieger Einzel        | Sieger Doppel                        |
| ------ | ---------- | --------------------------------- | ------------ | --------- | -------------------- | ------------------------------------ |
| 06.05. | Kunming    | ATP $125,000 Challenger Kunming   | $ 125.000    | Hartplatz | Alex Bogomolow       | Sam Groth John-Patrick Smith         |
| 06.05. | Qarshi     | Karshi Challenger                 | $ 050.000    | Hartplatz | Teimuras Gabaschwili | Chen Ti Guillermo Olaso              |
| 06.05. | Rio Quente | Rio Quente Resorts ATP Challenger | $ 035.000 +H | Hartplatz | Rajeev Ram           | Fabiano de Paula Marcelo Demoliner   |
| 06.05. | Rom        | Roma Open                         | € 030.000 +H | Sand      | Aljaž Bedene         | Andre Begemann Martin Emmrich        |
| 13.05. | Bordeaux   | BNP Paribas Primrose Bordeaux     | € 085.000 +H | Sand      | Gaël Monfils         | Christopher Kas Oliver Marach        |
| 13.05. | Busan      | Busan Open Challenger Tennis      | $ 075.000 +H | Hartplatz | Dudi Sela            | Peng Hsien-yin Yang Tsung-hua        |
| 13.05. | Samarqand  | Samarkand Challenger              | $ 050.000    | Sand      | Teimuras Gabaschwili | Farrux Doʻstov Oleksandr Nedowjessow |

### Juni
| Datum1 | Ort           | Turnier                           | Preisgeld2   | Belag3 | Sieger Einzel         | Sieger Doppel                         |
| ------ | ------------- | --------------------------------- | ------------ | ------ | --------------------- | ------------------------------------- |
| 03.06. | Prostějov     | Unicredit Czech Open              | € 106.500 +H | Sand   | Radek Štěpánek        | Nicholas Monroe Simon Stadler         |
| 03.06. | Caltanissetta | Carta Bcc Città di Caltanissetta  | € 085.000 +H | Sand   | Dušan Lajović         | Dominik Meffert Philipp Oswald        |
| 03.06. | Nottingham    | AEGON Trophy                      | € 064.000    | Rasen  | Matthew Ebden         | Jamie Murray John Peers               |
| 03.06. | Arad          | BRD Arad Challenger               | € 030.000 +H | Sand   | Adrian Ungur          | Franko Škugor Antonio Veić            |
| 03.06. | Fürth         | Franken Challenge                 | € 030.000 +H | Sand   | João Sousa            | Colin Ebelthite Rameez Junaid         |
| 10.06. | Nottingham    | AEGON Nottingham Challenge        | € 064.000    | Rasen  | Steve Johnson         | Sanchai Ratiwatana Sonchat Ratiwatana |
| 10.06. | Prag          | Prague Open                       | € 042.500    | Sand   | Oleksandr Nedowjessow | Lee Hsin-han Peng Hsien-yin           |
| 10.06. | Blois         | Internationaux de Tennis de Blois | € 030.000 +H | Sand   | Julian Reister        | Jonathan Eysseric Nicolas Renavand    |
| 10.06. | Košice        | Košice Open                       | € 030.000 +H | Sand   | Michail Kukuschkin    | Kamil Čapkovič Igor Zelenay           |
| 17.06. | Mailand       | Aspria Tennis Cup                 | € 030.000 +H | Sand   | Filippo Volandri      | Marco Crugnola Daniele Giorgini       |
| 17.06. | Tanger        | Morocco Tennis Tour Tanger        | € 030.000 +H | Sand   | Pablo Carreño Busta   | Nikola Ćirić Goran Tošić              |
| 24.06. | Marburg       | Marburg Open                      | € 030.000 +H | Sand   | Andrei Golubew        | Andrei Golubew Jewgeni Koroljow       |

### Juli
| Datum1 | Ort           | Turnier                                     | Preisgeld2   | Belag3    | Sieger Einzel         | Sieger Doppel                         |
| ------ | ------------- | ------------------------------------------- | ------------ | --------- | --------------------- | ------------------------------------- |
| 01.07. | Braunschweig  | Sparkassen Open                             | € 106.000 +H | Sand      | Florian Mayer         | Tomasz Bednarek Mateusz Kowalczyk     |
| 01.07. | Winnetka      | Nielsen Pro Tennis Championships            | $ 050.000    | Hartplatz | Jack Sock             | Yuki Bhambri Michael Venus            |
| 01.07. | Manta         | Manta Open – Trofeo Ricardo Delgado Aray    | $ 035.000 +H | Hartplatz | Michael Russell       | Marcelo Arévalo Sergio Galdós         |
| 01.07. | Portorož      | Tilia Slovenia Open                         | € 030.000 +H | Hartplatz | Grega Žemlja          | Marin Draganja Mate Pavić             |
| 01.07. | Timișoara     | BRD Timișoara Challenger                    | € 030.000 +H | Sand      | Andreas Haider-Maurer | Jonathan Eysseric Nicolas Renavand    |
| 01.07. | Todi          | Distalnet Tennis Cup                        | € 030.000 +H | Sand      | Pere Riba             | Santiago Giraldo Cristian Rodríguez   |
| 08.07. | Peking        | Beijing International Challenger            | $ 075.000    | Hartplatz | Lu Yen-hsun           | Toshihide Matsui Danai Udomchoke      |
| 08.07. | Scheveningen  | Sport 1 Open                                | € 042.500 +H | Sand      | Jesse Huta Galung     | Antal van der Duim Boy Westerhof      |
| 08.07. | Istanbul      | PTT Cup Istanbul                            | € 042.500    | Hartplatz | Benjamin Becker       | James Cluskey Fabrice Martin          |
| 08.07. | San Benedetto | Banca dell’Adriatico Tennis Cup             | € 030.000 +H | Sand      | Andrej Martin         | Pierre-Hugues Herbert Maxime Teixeira |
| 15.07. | Granby        | Challenger Banque Nationale Granby          | $ 050.000 +H | Hartplatz | Frank Dancevic        | Érik Chvojka Peter Polansky           |
| 15.07. | Binghamton    | Levene Gouldin & Thompson Tennis Challenger | $ 050.000    | Hartplatz | Alex Kuznetsov        | Bradley Klahn Michael Venus           |
| 15.07. | Eskişehir     | Eskişehir Cup                               | € 042.500    | Hartplatz | David Goffin          | Marin Draganja Mate Pavić             |
| 15.07. | Posen         | Poznań Open                                 | € 030.000 +H | Sand      | Andreas Haider-Maurer | Gero Kretschmer Alexander Satschko    |
| 15.07. | Recanati      | Guzzini Challenger                          | € 030.000 +H | Hartplatz | Thomas Fabbiano       | Ken Skupski Neal Skupski              |
| 22.07. | Astana        | President’s Cup                             | $ 125.000    | Hartplatz | Dudi Sela             | Riccardo Ghedin Claudio Grassi        |
| 22.07. | Medellín      | Seguros Bolívar Open Medellín               | $ 050.000 +H | Sand      | Alejandro González    | Roman Borvanov Emilio Gómez           |
| 22.07. | Guimarães     | Guimarães Open                              | € 042.500    | Hartplatz | João Sousa            | James Cluskey Maximilian Neuchrist    |
| 22.07. | Lexington     | Fifth Third Bank Tennis Championship        | $ 050.000    | Hartplatz | James Ward            | Frank Dancevic Peter Polansky         |
| 22.07. | Tampere       | Aamulehti Tampere Open                      | € 042.500    | Sand      | Jesse Huta Galung     | Henri Kontinen Goran Tošić            |
| 22.07. | Oberstaufen   | Oberstaufen Cup                             | € 030.000 +H | Sand      | Guillaume Rufin       | Dominik Meffert Philipp Oswald        |
| 22.07. | Orbetello     | Trofeo Stefano Bellaveglia                  | € 030.000 +H | Sand      | Filippo Volandri      | Marco Crugnola Simone Vagnozzi        |
| 29.07. | Vancouver     | Odlum Brown Vanopen                         | $ 100.000    | Hartplatz | Vasek Pospisil        | Jonathan Erlich Andy Ram              |
| 29.07. | Segovia       | Open Castilla y León – Villa de El Espinar  | € 042.500 +H | Hartplatz | Pablo Carreño Busta   | Ken Skupski Neal Skupski              |
| 29.07. | São Paulo     | São Paulo Challenger de Tênis               | $ 050.000    | Sand      | Alejandro González    | Fernando Romboli Eduardo Schwank      |
| 29.07. | Liberec       | Svijany Open                                | € 030.000 +H | Sand      | Jiří Veselý           | Rameez Junaid Tim Pütz                |

### August
| Datum1 | Ort            | Turnier                               | Preisgeld2   | Belag3    | Sieger Einzel       | Sieger Doppel                       |
| ------ | -------------- | ------------------------------------- | ------------ | --------- | ------------------- | ----------------------------------- |
| 05.08. | Aptos          | Comerica Bank Challenger              | $ 100.000    | Hartplatz | Bradley Klahn       | Jonathan Erlich Andy Ram            |
| 05.08. | San Marino     | San Marino Open                       | € 064.000 +H | Sand      | Marco Cecchinato    | Nicholas Monroe Simon Stadler       |
| 05.08. | Rio de Janeiro | Peugeot Tennis Cup                    | $ 050.000    | Sand      | Agustín Velotti     | Thiemo de Bakker André Sá           |
| 12.08. | Cordenons      | Friuladria Crédit Agricole Tennis Cup | € 042.500 +H | Sand      | Pablo Carreño Busta | Marin Draganja Franko Škugor        |
| 12.08. | Kasan          | Kazan Summer Cup                      | $ 050.000    | Hartplatz | Serhij Stachowskyj  | Wiktor Baluda Konstantin Krawtschuk |
| 12.08. | Meerbusch      | Maserati Challenger                   | € 030.000 +H | Sand      | Jan Hájek           | Rameez Junaid Frank Moser           |
| 26.08. | Bangkok        | Chang-Sat Bangkok Open                | $ 050.000    | Hartplatz | Blaž Kavčič         | Chen Ti Huang Liang-chi             |
| 26.08. | Como           | Città di Como                         | € 030.000 +H | Sand      | Pablo Carreño Busta | Rameez Junaid Igor Zelenay          |

### September
| Datum1 | Ort                    | Turnier                                           | Preisgeld2   | Belag3        | Sieger Einzel         | Sieger Doppel                           |
| ------ | ---------------------- | ------------------------------------------------- | ------------ | ------------- | --------------------- | --------------------------------------- |
| 02.09. | Genua                  | AON Open Challenger                               | € 085.000 +H | Sand          | Dustin Brown          | Daniele Bracciali Oliver Marach         |
| 02.09. | Alphen aan den Rijn    | Tean International                                | € 042.500    | Sand          | Daniel Gimeno Traver  | Antal van der Duim Boy Westerhof        |
| 02.09. | Shanghai               | Road to the Shanghai Rolex Masters ATP Challenger | $ 050.000    | Hartplatz     | Yūichi Sugita         | Sanchai Ratiwatana Sonchat Ratiwatana   |
| 02.09. | Saint-Rémy-de-Provence | Trophée des Alpilles                              | € 042.500    | Hartplatz     | Marc Gicquel          | Pierre-Hugues Herbert Albano Olivetti   |
| 02.09. | Brașov                 | BRD Brașov Challenger                             | € 030.000 +H | Sand          | Andreas Haider-Maurer | Oleksandr Nedowjessow Jaroslav Pospíšil |
| 09.09. | Istanbul               | Istanbul Challenger – American Express            | $ 075.000    | Hartplatz     | Michail Kukuschkin    | Jamie Delgado Jordan Kerr               |
| 09.09. | Banja Luka             | Banja Luka Challenger                             | € 064.000 +H | Sand          | Aljaž Bedene          | Marin Draganja Nikola Mektić            |
| 09.09. | Petingen               | ATP Roller Open                                   | € 064.000    | Hartplatz (i) | Tobias Kamke          | Ken Skupski Neal Skupski                |
| 09.09. | Cali                   | Seguros Bolívar Open Cali                         | $ 050.000 +H | Sand          | Facundo Bagnis        | Guido Andreozzi Eduardo Schwank         |
| 09.09. | Sevilla                | Copa Sevilla                                      | € 042.500 +H | Sand          | Daniel Gimeno Traver  | Alessandro Motti Stéphane Robert        |
| 09.09. | Meknès                 | Morocco Tennis Tour Meknès                        | € 030.000 +H | Sand          | Cedrik-Marcel Stebe   | Alessandro Giannessi Gianluca Naso      |
| 16.09. | Kaohsiung              | OEC Kaohsiung ATP Challenger                      | $ 125.000 +H | Hartplatz     | Lu Yen-hsun           | Juan Sebastián Cabal Robert Farah       |
| 16.09. | Stettin                | Pekao Szczecin Open                               | € 106.500 +H | Sand          | Oleksandr Nedowjessow | Ken Skupski Neal Skupski                |
| 16.09. | Izmir                  | İzmir Cup                                         | € 064.000    | Hartplatz     | Michail Kukuschkin    | Austin Krajicek Tennys Sandgren         |
| 16.09. | Trnava                 | Arimex Challenger Trophy                          | € 042.500 +H | Sand          | Julian Reister        | Marin Draganja Mate Pavić               |
| 16.09. | Campinas               | Campeonato Internacional de Tênis de Campinas     | $ 035.000 +H | Sand          | Guilherme Clezar      | Guido Andreozzi Máximo González         |
| 16.09. | Kenitra                | Morocco Tennis Tour Kenitra                       | € 030.000 +H | Sand          | Dominic Thiem         | Gerard Granollers Jordi Samper Montaña  |
| 16.09. | Quito                  | Challenger ATP Trofeo Ciudad de Quito             | $ 035.000 +H | Sand          | Víctor Estrella       | Kevin King Juan-Carlos Spir             |
| 23.09. | Orléans                | Open d’Orléans                                    | € 106.500 +H | Hartplatz (i) | Radek Štěpánek        | Illja Martschenko Serhij Stachowskyj    |
| 23.09. | Sibiu                  | Sibiu Open                                        | € 064.000    | Sand          | Jaroslav Pospíšil     | Rameez Junaid Philipp Oswald            |
| 23.09. | Fargʻona               | Fergana Challenger                                | $ 050.000    | Hartplatz     | Radu Albot            | Farrux Doʻstov Malek Jaziri             |
| 23.09. | Napa                   | Napa Valley Challenger                            | $ 050.000    | Hartplatz     | Donald Young          | Bobby Reynolds John-Patrick Smith       |
| 23.09. | Porto Alegre           | Aberto de Tênis do Rio Grande do Sul              | $ 035.000 +H | Sand          | Facundo Argüello      | Guillermo Durán Máximo González         |
| 30.09. | Mons                   | Ethias Trophy                                     | € 106.500 +H | Hartplatz (i) | Radek Štěpánek        | Jesse Huta Galung Igor Sijsling         |
| 30.09. | Sacramento             | Sacramento Pro Circuit Challenger                 | $ 100.000    | Hartplatz     | Donald Young          | Matt Reid John-Patrick Smith            |
| 30.09. | São Paulo              | IS Open                                           | $ 050.000 +H | Sand          | Guido Pella           | Roman Borvanov Artem Sitak              |

### Oktober
| Datum1 | Ort                   | Turnier                                | Preisgeld2   | Belag3        | Sieger Einzel         | Sieger Doppel                               |
| ------ | --------------------- | -------------------------------------- | ------------ | ------------- | --------------------- | ------------------------------------------- |
| 07.10. | Taschkent             | Tashkent Challenger                    | $ 125.000 +H | Hartplatz     | Dudi Sela             | Michail Jelgin Teimuras Gabaschwili         |
| 07.10. | Tiburon               | First Republic Bank Tiburon Challenger | $ 100.000    | Hartplatz     | Peter Polansky        | Austin Krajicek Rhyne Williams              |
| 07.10. | Rennes                | Open de Rennes                         | € 064.000 +H | Hartplatz (i) | Nicolas Mahut         | Oliver Marach Florin Mergea                 |
| 07.10. | São José do Rio Preto | Aberto Rio Preto                       | $ 050.000 +H | Sand          | João Souza            | Nicolás Barrientos Carlos Salamanca         |
| 07.10. | San Juan              | Copa San Juan Gobierno                 | $ 035.000 +H | Sand          | Guido Andreozzi       | Guillermo Durán Máximo González             |
| 14.10. | Mouilleron-le-Captif  | Internationaux de Tennis de Vendée     | € 064.000 +H | Hartplatz (i) | Michael Berrer        | Fabrice Martin Hugo Nys                     |
| 21.10. | Kasan                 | Kazan Kremlin Cup                      | $ 075.000 +H | Hartplatz (i) | Oleksandr Nedowjessow | Radu Albot Farrux Doʻstov                   |
| 21.10. | Buenos Aires          | Copa Topper                            | $ 075.000    | Sand          | Pablo Cuevas          | Máximo González Diego Sebastián Schwartzman |
| 21.10. | Melbourne             | Melbourne Challenger                   | $ 050.000    | Hartplatz     | Matthew Ebden         | Thanasi Kokkinakis Benjamin Mitchell        |
| 28.10. | Genf                  | Geneva Open                            | € 064.000 +H | Hartplatz (i) | Malek Jaziri          | Oliver Marach Florin Mergea                 |
| 28.10. | Charlottesville       | Charlottesville Men’s Pro Challenger   | $ 075.000    | Hartplatz (i) | Michael Russell       | Steve Johnson Tim Smyczek                   |
| 28.10. | Montevideo            | Uruguay Open                           | $ 050.000    | Sand          | Thomaz Bellucci       | Martín Cuevas Pablo Cuevas                  |
| 28.10. | Seoul                 | Samsung Securities Cup Challenger      | $ 050.000    | Hartplatz     | Dušan Lajović         | Marin Draganja Mate Pavić                   |
| 28.10. | Traralgon             | Traralgon Tennis Challenger            | $ 050.000    | Hartplatz     | Yuki Bhambri          | Ryan Agar Adam Feeney                       |
| 28.10. | Casablanca            | Morocco Tennis Tour Casablanca         | € 030.000 +H | Sand          | Dominic Thiem         | Riccardo Ghedin Claudio Grassi              |
| 28.10. | Eckental              | Bauer Watertechnology Cup              | € 030.000 +H | Teppich (i)   | Benjamin Becker       | Dustin Brown Philipp Marx                   |

### November
| Datum1 | Ort                  | Turnier                                         | Preisgeld2   | Belag3        | Sieger Einzel    | Sieger Doppel                           |
| ------ | -------------------- | ----------------------------------------------- | ------------ | ------------- | ---------------- | --------------------------------------- |
| 04.11. | Bogotá               | Seguros Bolívar Open Bogotá                     | $ 125.000 +H | Sand          | Víctor Estrella  | Juan Sebastián Cabal Alejandro González |
| 04.11. | Bratislava           | Slovak Open                                     | € 064.000 +H | Hartplatz (i) | Lukáš Lacko      | Henri Kontinen Andreas Siljeström       |
| 04.11. | St. Ulrich in Gröden | Sparkasse ATP Challenger                        | € 064.000    | Hartplatz (i) | Andreas Seppi    | Christopher Kas Tim Pütz                |
| 04.11. | Knoxville            | Knoxville Challenger                            | $ 050.000    | Hartplatz (i) | Tim Smyczek      | Sam Groth John-Patrick Smith            |
| 04.11. | Yeongwol             | Yeongwol Challenger                             | $ 035.000 +H | Hartplatz     | Bradley Klahn    | Marin Draganja Mate Pavić               |
| 11.11. | Guayaquil            | Challenger Ciudad de Guayaquil                  | $ 050.000 +H | Sand          | Leonardo Mayer   | Stephan Fransen Wesley Koolhof          |
| 11.11. | Lima                 | Lima Challenger Copa Claro                      | $ 050.000 +H | Sand          | Horacio Zeballos | Andrés Molteni Fernando Romboli         |
| 11.11. | Yokohama             | Keio Challenger International Tennis Tournament | $ 050.000 +H | Hartplatz     | Matthew Ebden    | Bradley Klahn Michael Venus             |
| 11.11. | Helsinki             | IPP Open                                        | € 042.500    | Hartplatz (i) | Jarkko Nieminen  | Henri Kontinen Jarkko Nieminen          |
| 11.11. | Champaign            | JSM Challenger of Champaign-Urbana              | $ 050.000    | Hartplatz (i) | Tennys Sandgren  | Edward Corrie Daniel Smethurst          |
| 13.11. | São Paulo            | ATP Challenger Tour Finals                      | $ 220.000    | Sand (i)      | Filippo Volandri | wird nicht ausgespielt                  |
| 18.11. | Toyota               | Dunlop World Challenger Tennis Tournament       | $ 035.000 +H | Teppich (i)   | Matthew Ebden    | Chase Buchanan Blaž Rola                |
| 18.11. | Tjumen               | Siberia Cup                                     | $ 035.000 +H | Hartplatz (i) | Andrei Golubew   | Sjarhej Betau Aljaksandr Bury           |
| 18.11. | Andria               | Challenger Tour Andria e Castel del Monte       | € 030.000 +H | Hartplatz (i) | Márton Fucsovics | Philipp Oswald Andreas Siljeström       |

### Dezember
keine Turniere in diesem Monat
- 1 Turnierbeginn (ohne Qualifikation)
- 2 Das Kürzel +H (= hospitality) bedeutet, dass das betreffende Turnier die Spieler unterbringt
- 3 Das Kürzel „(i)“ (= indoor) bedeutet, dass das betreffende Turnier in einer Halle ausgetragen wird.

## Turniersieger

### Einzel
| Rang   | Spieler                | Siege | Hartplatz | Sand | Rasen | Teppich | Freiplatz | Halle |
| ------ | ---------------------- | ----- | --------- | ---- | ----- | ------- | --------- | ----- |
| 1.     | Pablo Carreño Busta    | 4     | 1         | 3    |       |         | 4         |       |
| 1.     | Matthew Ebden          | 4     | 2         |      | 1     | 1       | 3         | 1     |
| 1.     | Jesse Huta Galung      | 4     | 2         | 2    |       |         | 2         | 2     |
| 4.     | Alejandro González     | 3     |           | 3    |       |         | 3         |       |
| 4.     | Andreas Haider-Maurer  | 3     |           | 3    |       |         | 3         |       |
| 4.     | Michail Kukuschkin     | 3     | 2         | 1    |       |         | 3         |       |
| 4.     | Oleksandr Nedowjessow  | 3     | 1         | 2    |       |         | 2         | 1     |
| 4.     | Julian Reister         | 3     |           | 3    |       |         | 3         |       |
| 4.     | Dudi Sela              | 3     | 3         |      |       |         | 3         |       |
| 4.     | Radek Štěpánek         | 3     | 2         | 1    |       |         | 1         | 2     |
| 4.     | Jiří Veselý            | 3     |           | 3    |       |         | 3         |       |
| 4.     | Filippo Volandri       | 3     |           | 3    |       |         | 3         |       |
| 4.     | Donald Young           | 3     | 3         |      |       |         | 3         |       |
| 14.    | Facundo Bagnis         | 2     |           | 2    |       |         | 2         |       |
| 14.    | Benjamin Becker        | 2     | 1         |      |       | 1       | 1         | 1     |
| 14.    | Aljaž Bedene           | 2     |           | 2    |       |         | 2         |       |
| 14.    | Michael Berrer         | 2     | 2         |      |       |         |           | 2     |
| 14.    | Alex Bogomolow         | 2     | 2         |      |       |         | 2         |       |
| 14.    | Federico Delbonis      | 2     |           | 2    |       |         | 2         |       |
| 14.    | Víctor Estrella        | 2     |           | 2    |       |         | 2         |       |
| 14.    | Márton Fucsovics       | 2     | 1         | 1    |       |         | 1         | 1     |
| 14.    | Teimuras Gabaschwili   | 2     | 1         | 1    |       |         | 2         |       |
| 14.    | Daniel Gimeno Traver   | 2     |           | 2    |       |         | 2         |       |
| 14.    | Andrei Golubew         | 2     | 1         | 1    |       |         | 1         | 1     |
| 14.    | Bradley Klahn          | 2     | 3         |      |       |         | 2         |       |
| 14.    | Alex Kuznetsov         | 2     | 1         | 1    |       |         | 2         |       |
| 14.    | Dušan Lajović          | 2     | 1         | 1    |       |         | 2         |       |
| 14.    | Lu Yen-hsun            | 2     | 2         |      |       |         | 2         |       |
| 14.    | Adrian Mannarino       | 2     | 2         |      |       |         | 1         | 1     |
| 14.    | Andrej Martin          | 2     | 1         | 1    |       |         | 2         |       |
| 14.    | John Millman           | 2     | 1         |      |       | 1       | 1         | 1     |
| 14.    | Vasek Pospisil         | 2     | 2         |      |       |         | 2         |       |
| 14.    | Michael Russell        | 2     | 2         |      |       |         | 1         | 1     |
| 14.    | João Sousa             | 2     | 1         | 1    |       |         | 2         |       |
| 14.    | Dominic Thiem          | 2     |           | 2    |       |         | 2         |       |
| 14.    | Adrian Ungur           | 2     |           | 2    |       |         | 2         |       |
| 14.    | Horacio Zeballos       | 2     | 1         | 1    |       |         | 2         |       |
| 38.    | Radu Albot             | 1     | 1         |      |       |         | 1         |       |
| 38.    | Guido Andreozzi        | 1     |           | 1    |       |         | 1         |       |
| 38.    | Facundo Argüello       | 1     |           | 1    |       |         | 1         |       |
| 38.    | Matthew Barton         | 1     | 1         |      |       |         | 1         |       |
| 38.    | Thomaz Bellucci        | 1     |           | 1    |       |         | 1         |       |
| 38.    | Yuki Bhambri           | 1     | 1         |      |       |         | 1         |       |
| 38.    | Dustin Brown           | 1     |           | 1    |       |         | 1         |       |
| 38.    | Paul Capdeville        | 1     |           | 1    |       |         | 1         |       |
| 38.    | Marco Cecchinato       | 1     |           | 1    |       |         | 1         |       |
| 38.    | Guilherme Clezar       | 1     |           | 1    |       |         | 1         |       |
| 38.    | Marius Copil           | 1     | 1         |      |       |         |           | 1     |
| 38.    | Pablo Cuevas           | 1     |           | 1    |       |         | 1         |       |
| 38.    | Frank Dancevic         | 1     | 1         |      |       |         | 1         |       |
| 38.    | Rik De Voest           | 1     | 1         |      |       |         |           | 1     |
| 38.    | Alessio di Mauro       | 1     |           | 1    |       |         | 1         |       |
| 38.    | Rogério Dutra da Silva | 1     |           | 1    |       |         | 1         |       |
| 38.    | Gastão Elias           | 1     |           | 1    |       |         | 1         |       |
| 38.    | Thomas Fabbiano        | 1     | 1         |      |       |         | 1         |       |
| 38.    | Marc Gicquel           | 1     | 1         |      |       |         | 1         |       |
| 38.    | Santiago Giraldo       | 1     |           | 1    |       |         | 1         |       |
| 38.    | David Goffin           | 1     | 1         |      |       |         | 1         |       |
| 38.    | Jan Hájek              | 1     |           | 1    |       |         | 1         |       |
| 38.    | Ryan Harrison          | 1     |           | 1    |       |         | 1         |       |
| 38.    | Malek Jaziri           | 1     | 1         |      |       |         |           | 1     |
| 38.    | Steve Johnson          | 1     |           |      | 1     |         | 1         |       |
| 38.    | Tobias Kamke           | 1     | 1         |      |       |         |           | 1     |
| 38.    | Blaž Kavčič            | 1     | 1         |      |       |         | 1         |       |
| 38.    | Denis Kudla            | 1     |           | 1    |       |         | 1         |       |
| 38.    | Nick Kyrgios           | 1     | 1         |      |       |         | 1         |       |
| 38.    | Lukáš Lacko            | 1     | 1         |      |       |         |           | 1     |
| 38.    | Nicolas Mahut          | 1     | 1         |      |       |         |           | 1     |
| 38.    | Florian Mayer          | 1     |           | 1    |       |         | 1         |       |
| 38.    | Leonardo Mayer         | 1     |           | 1    |       |         | 1         |       |
| 38.    | Jürgen Melzer          | 1     | 1         |      |       |         | 1         |       |
| 38.    | Gaël Monfils           | 1     |           | 1    |       |         | 1         |       |
| 38.    | Jarkko Nieminen        | 1     | 1         |      |       |         |           | 1     |
| 38.    | Benoît Paire           | 1     | 1         |      |       |         | 1         |       |
| 38.    | Guido Pella            | 1     |           | 1    |       |         | 1         |       |
| 38.    | Peter Polansky         | 1     | 1         |      |       |         | 1         |       |
| 38.    | Jaroslav Pospíšil      | 1     |           | 1    |       |         | 1         |       |
| 38.    | Michał Przysiężny      | 1     | 1         |      |       |         |           | 1     |
| 38.    | Rajeev Ram             | 1     | 1         |      |       |         | 1         |       |
| 38.    | Rubén Ramírez Hidalgo  | 1     |           | 1    |       |         | 1         |       |
| 38.    | Pere Riba              | 1     |           | 1    |       |         | 1         |       |
| 38.    | Guillaume Rufin        | 1     |           | 1    |       |         | 1         |       |
| 38.    | Tennys Sandgren        | 1     | 1         |      |       |         |           | 1     |
| 38.    | Andreas Seppi          | 1     | 1         |      |       |         |           | 1     |
| 38.    | Tim Smyczek            | 1     | 1         |      |       |         |           | 1     |
| 38.    | Jack Sock              | 1     | 1         |      |       |         | 1         |       |
| 38.    | Gō Soeda               | 1     | 1         |      |       |         | 1         |       |
| 38.    | João Souza             | 1     |           | 1    |       |         | 1         |       |
| 38.    | Serhij Stachowskyj     | 1     | 1         |      |       |         | 1         |       |
| 38.    | Potito Starace         | 1     |           | 1    |       |         | 1         |       |
| 38.    | Cedrik-Marcel Stebe    | 1     |           | 1    |       |         | 1         |       |
| 38.    | Yūichi Sugita          | 1     | 1         |      |       |         | 1         |       |
| 38.    | Agustín Velotti        | 1     |           | 1    |       |         | 1         |       |
| 38.    | James Ward             | 1     | 1         |      |       |         | 1         |       |
| 38.    | Rhyne Williams         | 1     | 1         |      |       |         | 1         |       |
| 38.    | Grega Žemlja           | 1     | 1         |      |       |         | 1         |       |
| Gesamt |                        | 149   | 71        | 73   | 2     | 3       | 124       | 25    |

### Doppel
| Rang   | Spieler                     | Siege | Hartplatz | Sand | Rasen | Teppich | Freiplatz | Halle |
| ------ | --------------------------- | ----- | --------- | ---- | ----- | ------- | --------- | ----- |
| 1.     | Marin Draganja              | 9     | 5         | 4    |       |         | 9         |       |
| 2.     | Mate Pavić                  | 6     | 5         | 1    |       |         | 6         |       |
| 2.     | John-Patrick Smith          | 6     | 6         |      |       |         | 4         | 2     |
| 4.     | Sam Groth                   | 5     | 5         |      |       |         | 3         | 2     |
| 4.     | Rameez Junaid               | 5     |           | 5    |       |         | 5         |       |
| 4.     | Philipp Oswald              | 5     | 1         | 4    |       |         | 4         | 1     |
| 7.     | Marcelo Demoliner           | 4     | 1         | 3    |       |         | 4         |       |
| 7.     | Máximo González             | 4     |           | 4    |       |         | 4         |       |
| 7.     | Oliver Marach               | 4     | 2         | 2    |       |         | 2         | 2     |
| 7.     | Dominik Meffert             | 4     |           | 4    |       |         | 4         |       |
| 7.     | Ken Skupski                 | 4     | 3         | 1    |       |         | 3         | 1     |
| 7.     | Neal Skupski                | 4     | 3         | 1    |       |         | 3         | 1     |
| 13.    | Farrux Doʻstov              | 3     | 2         | 1    |       |         | 2         | 1     |
| 13.    | Sergio Galdós               | 3     | 1         | 2    |       |         | 3         |       |
| 13.    | Pierre-Hugues Herbert       | 3     | 1         | 2    |       |         | 3         |       |
| 13.    | Henri Kontinen              | 3     | 2         | 1    |       |         | 1         | 2     |
| 13.    | Austin Krajicek             | 3     | 2         | 1    |       |         | 3         |       |
| 13.    | Peng Hsien-yin              | 3     | 2         | 1    |       |         | 3         |       |
| 13.    | Sanchai Ratiwatana          | 3     | 2         |      | 1     |         | 2         | 1     |
| 13.    | Sonchat Ratiwatana          | 3     | 2         |      | 1     |         | 2         | 1     |
| 13.    | Matt Reid                   | 3     | 3         |      |       |         | 3         |       |
| 13.    | Andreas Siljeström          | 3     | 3         |      |       |         |           | 3     |
| 13.    | Franko Škugor               | 3     |           | 3    |       |         | 3         |       |
| 13.    | Michael Venus               | 3     | 3         |      |       |         | 3         |       |
| 25.    | Guido Andreozzi             | 2     |           | 2    |       |         | 2         |       |
| 25.    | Wiktor Baluda               | 2     | 1         | 1    |       |         | 2         |       |
| 25.    | Nicolás Barrientos          | 2     |           | 2    |       |         | 2         |       |
| 25.    | Andreas Beck                | 2     |           | 2    |       |         | 2         |       |
| 25.    | Tomasz Bednarek             | 2     | 1         | 1    |       |         | 1         | 1     |
| 25.    | Roman Borvanov              | 2     |           | 2    |       |         | 2         |       |
| 25.    | Johan Brunström             | 2     | 2         |      |       |         |           | 2     |
| 25.    | Juan Sebastián Cabal        | 2     | 1         | 1    |       |         | 2         |       |
| 25.    | Chen Ti                     | 2     | 2         |      |       |         | 2         |       |
| 25.    | James Cluskey               | 2     | 2         |      |       |         | 2         |       |
| 25.    | Marco Crugnola              | 2     |           | 2    |       |         | 2         |       |
| 25.    | Antal van der Duim          | 2     |           | 2    |       |         | 2         |       |
| 25.    | Guillermo Durán             | 2     |           | 2    |       |         | 2         |       |
| 25.    | Jonathan Erlich             | 2     | 2         |      |       |         | 2         |       |
| 25.    | Jonathan Eysseric           | 2     |           | 2    |       |         | 2         |       |
| 25.    | Teimuras Gabaschwili        | 2     | 1         | 1    |       |         | 2         |       |
| 25.    | Riccardo Ghedin             | 2     | 1         | 1    |       |         | 2         |       |
| 25.    | Claudio Grassi              | 2     | 1         | 1    |       |         | 2         |       |
| 25.    | Chris Guccione              | 2     | 2         |      |       |         | 2         |       |
| 25.    | Christopher Kas             | 2     | 1         | 1    |       |         | 1         | 1     |
| 25.    | Raven Klaasen               | 2     | 2         |      |       |         |           | 2     |
| 25.    | Bradley Klahn               | 2     | 2         |      |       |         | 2         |       |
| 25.    | Lee Hsin-han                | 2     | 1         | 1    |       |         | 2         |       |
| 25.    | Fabrice Martin              | 2     | 2         |      |       |         | 1         | 1     |
| 25.    | Toshihide Matsui            | 2     | 2         |      |       |         | 2         |       |
| 25.    | Florin Mergea               | 2     | 2         |      |       |         |           | 2     |
| 25.    | Nicholas Monroe             | 2     |           | 2    |       |         | 2         |       |
| 25.    | Oleksandr Nedowjessow       | 2     |           | 2    |       |         | 2         |       |
| 25.    | Peter Polansky              | 2     | 2         |      |       |         | 2         |       |
| 25.    | Tim Pütz                    | 2     | 1         | 1    |       |         | 1         | 1     |
| 25.    | Andy Ram                    | 2     | 2         |      |       |         | 2         |       |
| 25.    | Nicolas Renavand            | 2     |           | 2    |       |         | 2         |       |
| 25.    | Fernando Romboli            | 2     |           | 2    |       |         | 2         |       |
| 25.    | Tennys Sandgren             | 2     | 1         | 1    |       |         | 2         |       |
| 25.    | Eduardo Schwank             | 2     |           | 2    |       |         | 2         |       |
| 25.    | João Souza                  | 2     |           | 2    |       |         | 2         |       |
| 25.    | Simon Stadler               | 2     |           | 2    |       |         | 2         |       |
| 25.    | Goran Tošić                 | 2     |           | 2    |       |         | 2         |       |
| 25.    | Boy Westerhof               | 2     |           | 2    |       |         | 2         |       |
| 25.    | Igor Zelenay                | 2     |           | 2    |       |         | 2         |       |
| 65.    | Ryan Agar                   | 1     | 1         |      |       |         | 1         |       |
| 65.    | Jorge Aguilar               | 1     |           | 1    |       |         | 1         |       |
| 65.    | Radu Albot                  | 1     | 1         |      |       |         |           | 1     |
| 65.    | Prakash Amritraj            | 1     | 1         |      |       |         | 1         |       |
| 65.    | Marcelo Arévalo             | 1     | 1         |      |       |         | 1         |       |
| 65.    | Facundo Bagnis              | 1     |           | 1    |       |         | 1         |       |
| 65.    | Thiemo de Bakker            | 1     |           | 1    |       |         | 1         |       |
| 65.    | Carsten Ball                | 1     | 1         |      |       |         | 1         |       |
| 65.    | Mirza Bašić                 | 1     | 1         |      |       |         |           | 1     |
| 65.    | Karol Beck                  | 1     | 1         |      |       |         |           | 1     |
| 65.    | Andre Begemann              | 1     |           | 1    |       |         | 1         |       |
| 65.    | Sjarhej Betau               | 1     | 1         |      |       |         |           | 1     |
| 65.    | Yuki Bhambri                | 1     | 1         |      |       |         | 1         |       |
| 65.    | Federico Delbonis           | 1     |           | 1    |       |         | 1         |       |
| 65.    | Ilija Bozoljac              | 1     |           | 1    |       |         | 1         |       |
| 65.    | Daniele Bracciali           | 1     |           | 1    |       |         | 1         |       |
| 65.    | Tomislav Brkić              | 1     | 1         |      |       |         |           | 1     |
| 65.    | Dustin Brown                | 1     |           |      |       | 1       |           | 1     |
| 65.    | Chase Buchanan              | 1     |           |      |       | 1       |           | 1     |
| 65.    | Aljaksandr Bury             | 1     | 1         |      |       |         |           | 1     |
| 65.    | Kamil Čapkovič              | 1     |           | 1    |       |         | 1         |       |
| 65.    | Jamie Cerretani             | 1     | 1         |      |       |         | 1         |       |
| 65.    | Pavol Červenák              | 1     |           | 1    |       |         | 1         |       |
| 65.    | Érik Chvojka                | 1     | 1         |      |       |         | 1         |       |
| 65.    | Nikola Ćirić                | 1     |           | 1    |       |         | 1         |       |
| 65.    | Edward Corrie               | 1     | 1         |      |       |         |           | 1     |
| 65.    | Martín Cuevas               | 1     |           | 1    |       |         | 1         |       |
| 65.    | Pablo Cuevas                | 1     |           | 1    |       |         | 1         |       |
| 65.    | Frank Dancevic              | 1     | 1         |      |       |         | 1         |       |
| 65.    | Steve Darcis                | 1     |           | 1    |       |         | 1         |       |
| 65.    | Jamie Delgado               | 1     | 1         |      |       |         | 1         |       |
| 65.    | Somdev Devvarman            | 1     |           | 1    |       |         | 1         |       |
| 65.    | James Duckworth             | 1     |           | 1    |       |         | 1         |       |
| 65.    | Colin Ebelthite             | 1     |           | 1    |       |         | 1         |       |
| 65.    | Martin Emmrich              | 1     |           | 1    |       |         | 1         |       |
| 65.    | Robert Farah                | 1     | 1         |      |       |         | 1         |       |
| 65.    | Adam Feeney                 | 1     | 1         |      |       |         | 1         |       |
| 65.    | Martin Fischer              | 1     |           | 1    |       |         | 1         |       |
| 65.    | Stephan Fransen             | 1     |           | 1    |       |         | 1         |       |
| 65.    | Alessandro Giannessi        | 1     |           | 1    |       |         | 1         |       |
| 65.    | Daniele Giorgini            | 1     |           | 1    |       |         | 1         |       |
| 65.    | Santiago Giraldo            | 1     |           | 1    |       |         | 1         |       |
| 65.    | Andrei Golubew              | 1     |           | 1    |       |         | 1         |       |
| 65.    | Emilio Gómez                | 1     |           | 1    |       |         | 1         |       |
| 65.    | Alejandro González          | 1     |           | 1    |       |         | 1         |       |
| 65.    | Gerard Granollers           | 1     |           | 1    |       |         | 1         |       |
| 65.    | Huang Liang-chi             | 1     | 1         |      |       |         | 1         |       |
| 65.    | Jesse Huta Galung           | 1     | 1         |      |       |         |           | 1     |
| 65.    | Stefano Ianni               | 1     |           | 1    |       |         | 1         |       |
| 65.    | Malek Jaziri                | 1     | 1         |      |       |         | 1         |       |
| 65.    | Michail Jelgin              | 1     | 1         |      |       |         | 1         |       |
| 65.    | Steve Johnson               | 1     | 1         |      |       |         |           | 1     |
| 65.    | Jordan Kerr                 | 1     | 1         |      |       |         | 1         |       |
| 65.    | Kevin King                  | 1     |           | 1    |       |         | 1         |       |
| 65.    | Brydan Klein                | 1     | 1         |      |       |         | 1         |       |
| 65.    | Thanasi Kokkinakis          | 1     | 1         |      |       |         | 1         |       |
| 65.    | Wesley Koolhof              | 1     |           | 1    |       |         | 1         |       |
| 65.    | Jewgeni Koroljow            | 1     |           | 1    |       |         | 1         |       |
| 65.    | Mateusz Kowalczyk           | 1     |           | 1    |       |         | 1         |       |
| 65.    | Konstantin Krawtschuk       | 1     | 1         |      |       |         | 1         |       |
| 65.    | Gero Kretschmer             | 1     |           | 1    |       |         | 1         |       |
| 65.    | Alex Kuznetsov              | 1     | 1         |      |       |         | 1         |       |
| 65.    | Dino Marcan                 | 1     |           | 1    |       |         | 1         |       |
| 65.    | Andrej Martin               | 1     | 1         |      |       |         |           | 1     |
| 65.    | Illja Martschenko           | 1     | 1         |      |       |         |           | 1     |
| 65.    | Philipp Marx                | 1     |           |      |       | 1       |           | 1     |
| 65.    | Nikola Mektić               | 1     |           | 1    |       |         | 1         |       |
| 65.    | Jürgen Melzer               | 1     | 1         |      |       |         | 1         |       |
| 65.    | Adrián Menéndez             | 1     |           | 1    |       |         | 1         |       |
| 65.    | Benjamin Mitchell           | 1     | 1         |      |       |         | 1         |       |
| 65.    | Andrés Molteni              | 1     |           | 1    |       |         | 1         |       |
| 65.    | Denys Moltschanow           | 1     |           | 1    |       |         | 1         |       |
| 65.    | Frank Moser                 | 1     |           | 1    |       |         | 1         |       |
| 65.    | Alessandro Motti            | 1     |           | 1    |       |         | 1         |       |
| 65.    | Jamie Murray                | 1     |           |      | 1     |         | 1         |       |
| 65.    | Gianluca Naso               | 1     |           | 1    |       |         | 1         |       |
| 65.    | Maximilian Neuchrist        | 1     | 1         |      |       |         | 1         |       |
| 65.    | Jarkko Nieminen             | 1     | 1         |      |       |         |           | 1     |
| 65.    | Hugo Nys                    | 1     | 1         |      |       |         |           | 1     |
| 65.    | Guillermo Olaso             | 1     | 1         |      |       |         | 1         |       |
| 65.    | Albano Olivetti             | 1     | 1         |      |       |         | 1         |       |
| 65.    | Fabiano de Paula            | 1     | 1         |      |       |         | 1         |       |
| 65.    | John Peers                  | 1     |           |      | 1     |         | 1         |       |
| 65.    | Philipp Petzschner          | 1     | 1         |      |       |         | 1         |       |
| 65.    | Jaroslav Pospíšil           | 1     |           | 1    |       |         | 1         |       |
| 65.    | Dane Propoggia              | 1     | 1         |      |       |         | 1         |       |
| 65.    | Purav Raja                  | 1     |           |      |       | 1       |           | 1     |
| 65.    | Rajeev Ram                  | 1     | 1         |      |       |         | 1         |       |
| 65.    | Bobby Reynolds              | 1     | 1         |      |       |         | 1         |       |
| 65.    | Stéphane Robert             | 1     |           | 1    |       |         | 1         |       |
| 65.    | Olivier Rochus              | 1     |           | 1    |       |         | 1         |       |
| 65.    | Cristian Rodríguez          | 1     |           | 1    |       |         | 1         |       |
| 65.    | Ruan Roelofse               | 1     | 1         |      |       |         | 1         |       |
| 65.    | Blaž Rola                   | 1     |           |      |       | 1       |           | 1     |
| 65.    | André Sá                    | 1     |           | 1    |       |         | 1         |       |
| 65.    | Carlos Salamanca            | 1     |           | 1    |       |         | 1         |       |
| 65.    | Jordi Samper Montaña        | 1     |           | 1    |       |         | 1         |       |
| 65.    | Alexander Satschko          | 1     |           | 1    |       |         | 1         |       |
| 65.    | Diego Sebastián Schwartzman | 1     |           | 1    |       |         | 1         |       |
| 65.    | Dudi Sela                   | 1     | 1         |      |       |         | 1         |       |
| 65.    | Adil Shamasdin              | 1     | 1         |      |       |         | 1         |       |
| 65.    | Divij Sharan                | 1     |           |      |       | 1       |           | 1     |
| 65.    | Igor Sijsling               | 1     | 1         |      |       |         |           | 1     |
| 65.    | Artem Sitak                 | 1     |           | 1    |       |         | 1         |       |
| 65.    | Daniel Smethurst            | 1     | 1         |      |       |         |           | 1     |
| 65.    | Tim Smyczek                 | 1     | 1         |      |       |         |           | 1     |
| 65.    | Juan-Carlos Spir            | 1     |           | 1    |       |         | 1         |       |
| 65.    | Serhij Stachowskyj          | 1     | 1         |      |       |         |           | 1     |
| 65.    | Potito Starace              | 1     |           | 1    |       |         | 1         |       |
| 65.    | Eduardo Struvay             | 1     |           | 1    |       |         | 1         |       |
| 65.    | Maxime Teixeira             | 1     |           | 1    |       |         | 1         |       |
| 65.    | Marco Trungelliti           | 1     |           | 1    |       |         | 1         |       |
| 65.    | Danai Udomchoke             | 1     | 1         |      |       |         | 1         |       |
| 65.    | Simone Vagnozzi             | 1     |           | 1    |       |         | 1         |       |
| 65.    | Antonio Veić                | 1     |           | 1    |       |         | 1         |       |
| 65.    | Matteo Viola                | 1     |           | 1    |       |         | 1         |       |
| 65.    | Wang Yeu-tzuoo              | 1     | 1         |      |       |         | 1         |       |
| 65.    | Rhyne Williams              | 1     | 1         |      |       |         | 1         |       |
| 65.    | Yang Tsung-hua              | 1     | 1         |      |       |         | 1         |       |
| 65.    | Mischa Zverev               | 1     | 1         |      |       |         | 1         |       |
| Gesamt |                             | 296   | 142       | 144  | 4     | 6       | 246       | 50    |

## Verteilung der Weltranglistenpunkte
Ein Überblick über die Punktverteilung der jeweiligen Challenger-Kategorien im Jahr 2013.
| Turnierkategorie | Gesamtsumme Preisgeld                         | S   | F  | HF | VF | AF | Zusätzliche Qualifikationspunkte |
| ---------------- | --------------------------------------------- | --- | -- | -- | -- | -- | -------------------------------- |
| Challenger       | $0125.000 +H €0106.500 +H                     | 125 | 75 | 45 | 25 | 10 | 5                                |
| Challenger       | $0125.000 $0100.000 +H €0085.000 +H           | 110 | 65 | 40 | 20 | 09 | 5                                |
| Challenger       | $0100.000 $0075.000 +H €0085.000 €0064.000 +H | 100 | 60 | 35 | 18 | 08 | 5                                |
| Challenger       | $0075.000 $0050.000 +H €0064.000 €0042.500 +H | 090 | 55 | 33 | 17 | 08 | 5                                |
| Challenger       | $0050.000 €0042.500                           | 080 | 48 | 29 | 15 | 07 | 3                                |
| Challenger       | $0035.000 +H €0030.000 +H                     | 080 | 48 | 29 | 15 | 06 | 3                                |

- Erklärung Kopfzeile: S = Sieger; F = (unterlegener) Finalist; HF = Halbfinale erreicht (und dann ausgeschieden); VF = Viertelfinale; AF = Achtelfinale
- +H = Turniere, die zusätzlich zum Preisgeld die Unterkunft für die Spieler tragen, werden in die jeweils nächsthöhere Preisgeldkategorie gestuft.
- Paare im Doppel erhalten keine Punkte vor dem Viertelfinale.